# Łukasz Warzecha
Łukasz Konrad Warzecha (ur. 5 maja 1975 w Łodzi) – polski dziennikarz, publicysta, komentator polityczny.

## Życiorys
Był członkiem Unii Polityki Realnej. W 1996 przeszedł do Stronnictwa Polityki Realnej, gdzie pełnił funkcję sekretarza prasowego. Ukończył stosunki międzynarodowe na Uniwersytecie Warszawskim.
Pracę dziennikarza rozpoczynał w tygodniku „Najwyższy Czas!”, po rozstaniu z UPR pisał do postendeckiej „Myśli Polskiej”. Następnie związał się z dziennikiem „Życie”, najpierw jako dziennikarz działu zagranicznego, później jako redaktor działu opinii. Później współpracował z „Businessman Magazine”, był też redaktorem dwutygodnika „Unia & Polska”, jego teksty ukazywały się również w „Nowym Państwie”.
Przez ponad 10 lat (do końca marca 2014) był komentatorem dziennika „Fakt”. Od 2008 do 2010 bywał komentatorem w programie publicystycznym Antysalon Ziemkiewicza nadawanym w TVP Info (Bywa też w jej kontynuacji w Telewizji Republika pod tytułem Salonik polityczny). Był członkiem rady redakcyjnej kwartalnika „Międzynarodowy Przegląd Polityczny”, wydawanego w latach 2003–2010. W latach 2012–2016 publikował w tygodniku „wSieci” oraz w portalu wPolityce.pl. Tego samego dnia, gdy ogłosił odejście z tygodnika „wSieci”, rozpoczął współpracę z tygodnikiem „Do Rzeczy”. Jego felietony ukazywały się także w dzienniku „Rzeczpospolita”, później w „Super Expressie”. W TVP prowadził program Z refleksem. Swoje felietony zamieszczał także na blogu w serwisie Salon24.pl i w latach 2013–2019 na portalu Wirtualna Polska. Od kwietnia 2016 do października 2017 był jednym z prowadzących program W tyle wizji, emitowany w TVP Info.
Od 2018 ponownie jest publicystą dziennika „Rzeczpospolita”. Publikuje również w „Fakcie”, „Super Expressie”, od 2016 w tygodniku „Do Rzeczy” i od 2019 na portalu Onet.pl. Prowadził audycje w internetowej telewizji wSensie.tv oraz Świat Rolnika. Był częstym gościem programu Loża prasowa na antenie TVN24. Od 23 kwietnia 2020 prowadzi kanał na platformie YouTube. Na tym portalu prowadzi wideoblog, gdzie komentuje aktualne wydarzenia społeczno-kulturowe, publikuje wywiady w cyklu „Rozmowa niekontrolowana” oraz publikuje program publicystyczny „Warzecha & Dymek” prowadzony wraz z publicystą Jakubem Dymkiem. Do 12 października 2023 prowadził wraz z prof. Antonim Dudkiem cykl pt. Podwójny kontekst. Udziela się również dla portalu pch24.pl.
Od 2023 jest stałym komentatorem wydarzeń społeczno-politycznych w audycji Stolik Dziennikarski, nadawanej przez telewizję News24.
W latach 1995–1998 był stypendystą Stowarzyszenia Naukowego Collegium Invisibile.

## Kontrowersje
Łukasz Warzecha wielokrotnie wypowiada się na temat zmiany klimatu oraz polityki klimatycznej stawiając tezy sprzeczne z opiniami większości klimatologów. Jego materiały prasowe dotyczące tych kwestii były krytykowane m.in. przez zespół portalu Nauka o Klimacie pracujący pod kierownictwem prof. Szymona Malinowskiego, fizyka atmosfery. W 2013 roku Warzecha zwrócił się do osób zaniepokojonych zmianą klimatu słowami: „odczepcie się od naszych elektrowni, przemysłu, samochodów, żarówek i komputerów. Spadajcie na bambus, gdzie wasze miejsce, i najlepiej już stamtąd nie schodźcie. Zwłaszcza że to wasze środowisko naturalne”.

## Publikacje
- (współpraca) Katarzyna Szymańska-Borginon, W piżamie do Europy, Olszanica: Wydawnictwo BoSz, 2003.
- Strefa zdekomunizowana – Wywiad rzeka z Radosławem Sikorskim, Warszawa: Andrzej Findeisen / A.M.F. Plus Group 2007, ISBN 978-83-60532-09-6.
- Lech Kaczyński – ostatni wywiad, Warszawa: Prószyński Media 2010.
- (redakcja) Maciej Rybiński, Felietony, wybór felietonów Łukasz Warzecha, Warszawa: Ringier Axel Springer Polska 2011.
- (wstęp) Piotr Bugajski, Cała prawda o Smoleńsku. Nowe fakty, współpraca Joanna Niedziela-Dąbrowska, Magdalena Rubaj; wstęp Łukasz Warzecha, Warszawa: Wydawnictwo Książkowe Fakt – Ringier Axel Springer Polska 2012.

## Życie prywatne
Jest synem łódzkiego dziennikarza radiowego Jarosława Warzechy i Małgorzaty Warzechy – wieloletniej dziennikarki Radia Łódź.